# Ulrich Eisenlohr
Ulrich Eisenlohr (Germania, 1950) è un pianista tedesco di musica classica.

## Biografia
Ulrich Eisenlohr ha studiato al conservatorio di Heidelberg/Mannheim, con Rolf Hartmann e al conservatorio di Stoccarda, dove ha studiato lied con Konrad Richter. Specializzato come accompagnatore musicale e pianista da camera, ha iniziato una lunga carriera concertistica con esibizioni al Musikverein di Vienna e alla Konzerthaus, le Settimane del Festival di Berlino, il Kulturzentrum Gasteig di Monaco, il Festival di musica Schleswig-Holstein, il Concertgebouw di Amsterdam, il Festival di Francoforte, il Festival di Edimburgo, l'International Beethoven Festival di Bonn, il Festival di Ludwigsburg e molti altri. Come accompagnatore, si è esibito con grandi cantanti come Christian Elsner, Matthias Görne, Dietrich Henschel, Wolfgang Holzmair, Hanno Müller-Brachmann, Christoph Prégardien, Roman Trekel, Rainer Trost, Iris Vermillion, Michael Volle, Ruth Ziesak e altri.

## Registrazioni
Eisenlohr ha realizzato numerose registrazioni per le etichette Sony Classical, Harmonia Mundi, Classic Produktion Osnabrück e Naxos. È stato in particolare il responsabile artistico della Deutsche Schubert Lied Edition della Naxos, una serie di 38 CD di tutti i lied di Franz Schubert, più di 700 in tutto, con tutti i cantanti tedeschi.

## Insegnamento
Ulrich Eisenlohr è stato docente presso i conservatori di Francoforte e Karlsruhe e ha tenuto corsi di perfezionamento in lied e musica da camera in Europa e Giappone, con cantanti come Ruth Ziesak, Jard van Nes e Rudolf Piernay. È stato assistente e accompagnatore in corsi di perfezionamento con Hans Hotter, Christa Ludwig, Elsa Cavelti, Daniel Ferro e Geoffrey Parsons. Dal 1982 ha tenuto corsi di lieder al Conservatorio di Musica di Mannheim. Tra i suoi studenti c'era, tra gli altri, Caroline Fischer.